# Playboy (album)
Playboy – album studyjny łódzkiej grupy Hedone wydany w 2005 r. (siedem lat po poprzednim) przez Sony BMG Music Entertainment Poland. Numer katalogowy - 5170152. Zespół wystąpił w składzie: Maciej Werk, Maciej Staniecki, Łukasz Lach i Łukasz Klaus. Na płycie w wokalach wystąpiła m.in. Joanna Prykowska i Iza Lach.

## Lista utworów
| 1.  | "Wiem czego dziś chcę"                                     | 4:32  |
|     |                                                            |       |
| 2.  | "God Loves Your Heart"                                     | 4:04  |
|     |                                                            |       |
| 3.  | "To tylko miłość" feat. Joanna Prykowska                   | 3:25  |
|     |                                                            |       |
| 4.  | "Watching Stars"                                           | 3:34  |
|     |                                                            |       |
| 5.  | "Jezu" feat. Joanna Prykowska                              | 3:19  |
|     |                                                            |       |
| 6.  | "Friend Song"                                              | 4:03  |
|     |                                                            |       |
| 7.  | "Mój mały Bóg"                                             | 4:02  |
|     |                                                            |       |
| 8.  | "Czy czujesz czasem to, co często czuję ja" feat. Iza Lach | 4:44  |
|     |                                                            |       |
| 9.  | "Sad Love Song" feat. Joanna Prykowska                     | 5:00  |
|     |                                                            |       |
| 10. | "Time" feat. Iza Lach                                      | 3:52  |
|     |                                                            |       |
| 11. | "If I Loose You"                                           | 2:34  |
|     |                                                            |       |
| 12. | "Entertaining"                                             | 2:58  |
|     |                                                            |       |
| 13. | "Playboy"                                                  | 5:35  |
|     |                                                            |       |
|     |                                                            | 51:42 |
|     |                                                            |       |

## Twórcy

### Skład podstawowy
- Maciej Werk – melodyka Hohner / beat box / gitara / syntezator / śpiew (4, 9)
- Łukasz Klaus – instrumenty perkusyjne
- Łukasz Lach – gitara akustyczna / chórki / gitara basowa bezprogowa / gitary / organy hammonda / mandolina / fortepiam / fender rhodes / shaker / syntezator / śpiew (4, 9)
- Maciej Staniecki – gitara basowa / gitara basowa bezprogowa / gitary / loop / programowanie / syntezator / tamburyn

### Goście
- Michał Jeziorski 'Ptah' – syntezator
- Izabella Lach – chórki / śpiew (8, 10) / skrzypce
- Leszek Laskowski – gitara hawajska
- Olga Świnoga – skrzypce
- Marta Nowicka – altówka
- Joanna Prykowska – chórki / śpiew (3, 5, 9)
- Olissa Rae Remiszewska – chórki
- Teodor Szulc – wiolonczela